# Phan (Einheit)
Phan war ein Maß in der Region Annam, die heute zu Vietnam gerechnet wird. Das Maß war ein Längenmaß und eine Masseneinheit.

## Längenmaß
- 1 Phan = 10 Li = 4,88 Millimeter[1] (genau = 4,8726 Millimeter)
- 10 Phan = 1 Tac/Tsun

Auch das war möglich:
- 10 Phan = 1 Tac = 0,64968 Meter

## Masseneinheit
- 1 Phan = 10 Li = 3905 Gramm
- 10 Phan = 1 Dong/Tsien